# Ярошевич Уляна Іванівна
Уля́на Іва́нівна Яроше́вич (нар. 10 березня 1949, смт Нижанковичі, Старосамбірський район, Львівська область) — українська художниця декоративно-ужиткового мистецтва, керамістка. Членкиня Національної спілки художників України.

## Біографія
Уляна Ярошевич народилася 10 березня 1949 року в смт Нижанковичі (Старосамбірський район, Львівська область). Закінчила Нижанковицьку середню школу. Художню освіту здобула у Львівському училищі прикладного мистецтва імені Івана Труша у 1965—1969 роках, викладач Тарас Драган. З 1969 по 1974 рік навчалася у Львівському державному інституті прикладного та декоративного мистецтва, викладач Зеновій Флінта. Після закінчення інституту працювала старшою лаборанткою кафедри кераміки (1974—1975). У 1975 році працювала в творчій майстерні Львівської експериментальної кераміко-скульптурної фабрики. У 1976 році народжує сина та переїжджає до батьків у Нижанковичі. У 1981—1982 роках працювала на Миколаївській майоліковій фабриці (Львівщина).

## Творчість
Уляна Ярошевич почала творчо працювати ще під час навчання в інституті. Починаючи з 1974 року бере участь у виставках. Роботи раннього періоду виконані в теракоті без застосування розпису. Природний колір глини та матовість черепка лише підкреслюють витончений силует творів. Найвиразніші роботи цього періоду: «Табун» (1974), та «Космонавти» (1974).
У 1976—1981 роках працює переважно над ескізами, а також ліпить вручну невеликі композиції (10—15 см). З цього періоду «мініатюр» варто згадати серію композицій «Пегас» (1977, глина, ангоби).
У 1981—1982 роках мисткиня працює на Миколаївській майоліковій фабриці, і її творчість зазнає змін: у роботах з'являється колір, декоративні геометричні та рослинні орнаменти. Роботи декоруються по сирому черепку ангобами, а потім доповнюються лощення. Характерними творами цього періоду є «Метелик» (1981, глина, ангоби, лощення), «Весна» (1981, глина, ангоби, лощення), «На озері» (1981, глина, ангоби, лощення), «На пасіці» (1981, глина, ангоби, лощення). У 1982 році ряд з цих робіт були представлені на груповій виставці молодих художників Львова.
У 1984 році Уляна Ярошевич стає членкинею спілки художників СРСР і отримує майстерню. Обладнує її гончарним кругом.
У 1987 році художниця працює у всесоюзній творчій групі у районі Дзінтарі міста Юрмала (Латвія). Результатом стають композиції «Сільські мадонни» (1987, шамот, ангоби), що були експоновані на Міжнародному конкурсі кераміки у місті Фаенца (Італія).

## Роботи
- Табун (1974).[2]
- Космонавти (1974).[2]
- Серія композицій «Пегас» (1977, глина, ангоби). Серія мініатюр, ручне ліплення.[2]
- Метелик (1981, глина, ангоби, лощення).[2]
- Весна (1981, глина, ангоби, лощення).[2]
- На озері (1981, глина, ангоби, лощення).[2]
- На пасіці (1981, глина, ангоби, лощення).[2]
- Декоративне оздоблення для бару «Арарат» у Львові (1981) виконано у співавторстві з чоловіком Ярославом Гіппом — художником-керамістом. У видовженому приміщенні симетрично на двох протилежних стінах розміщуються панно. Це багато фігурна, фризова композиція, із зображанням: чоловічих фігур, сцени полювання, вершників на конях, жінок які танцюють, святкове застілля. На протилежній до входу стіні художниця розмістила двох крилатих левів. Світильники були вирішені у формі факелів. Пластика виконана у шамоті з незначним використанням емалей.[3]
- Декоративні композицій для інтер'єру будинку культури у селі Дзвіняч (1982—1983).[3]
- Панно «Пошта» для поштового відділення у місті Мостиська (1985).[3]
- Сільські мадонни (1986, шамот, ангоби). Композиція складається з трьох об'ємів: «Жінки, що перуть білизну», «Жінки, що сапають поле» та «Вівчар» (чоловіча фігура з бараном).[2]
- Довбуш або Опришки (1986, глина, ангоби).[2]
- Веселі коники (1986, глина, ангоби, емалі).[2]
- Перед святом (1986, глина, ангоби, пігменти).[2]
- Ремесла. Прядіння (1987, шамот, ангоби). Розпис виконано білим та червоно-коричневим з незначним вкрапленням чорного по сіро-зеленому тлі шамоту. Він розташовується у нижній широкій частині глека. До загального об'єму «глека» додано об'ємний елемент прядки.[2]
- Танець (1987, глина, ангоби, пігменти).[2]
- Весна (1987, глина, ангоби, пігменти).[2]
- Сінокіс (1988, глина, ангоби).[2]
- Декоративний посуд (1988—1990, шамот, ангоби, лощення). Композиції побудовані з основного об'єму, який декоровано геометричним орнаментом, та деталей, а саме стилізованих голівок тварин та півфігурами вершників.[2]
- Комплексне оформлення інтер'єру для санаторію «Карпати» у Трускавці (1990). Загальна ідея оформлення санаторію — кожному виду народного мистецтва присвятити поверх. Над об'єктом працював великий колектив художників. Композиція на тему писанкарства, виконана у співавторстві з чоловіком Ярославом Гіппом, складається з панно та об'ємно-просторової пластики. Робота розташована в холі шостого поверху санаторію.[3]
- Оформлення бювету для санаторію «Карпати» (1991—1994) у Трускавці. Робота складається з панно, тематикою якого є історія Трускавця. Виконана у співавторстві з Ярославом Гіппом.[3]
- Інтер'єр зимового саду санаторію (1994) У Трускавці. У співавторстві з Ярославом Гіппом. Тематикою твору стала повість Івана Франка «Захар Беркут». Робота має вигляд вмонтованих в цегляну кладку відносно невеликих композицій. Рельєфи теракотового кольору вдало поєднуються з цегляним тоном стіни.[3]
- Двоє (1995, глина, ангоби, лощення).[2]
- Давня Венера (1996, глина, ангоби, лощення).[2]
- Жінка з дітьми (1997, глина, ангоби, лощення).[2]
- Мандрівники (1998, глина, ангоби, лощення).[2]
- Метаморфози пози (1999, глина, ангоби, лощення).[2]
- Місячна соната. Осінь (1999, глина, ангоби, лощення).[2]
- Відпочинок на озері (1999, глина, ангоби, лощення).[2]
- На пляжі (1999, глина, ангоби).[2]
- Сидяча (2000, глина, ангоби).[2]
- Зачудована (2001, глина, ангоби).[2]
- Очікування (2001, глина, ангоби).[2]
- Калина гончарна скульптура (2009, глина, ангоби).[2]
- «Венери», що відпочивають гончарна скульптура (2009, глина, ангоби).[2]
- Материнство (2009, глина, ангоби).[2]

## Персональні виставки
- 1989 — перша персональна виставка.
- 1999 — друга персональна виставка.
- 2011 — персональна виставка гончарних творів Уляни Ярошевич (м. Київ)[4].